# AD Ceuta
Asociación Deportiva Ceuta byl španělský fotbalový klub sídlící v autonomním městě Ceuta. Klub byl založen v roce 1996, zanikl v roce 2012 kvůli dluhům ve výši 600 000 eur.
Své domácí zápasy hrál klub na stadionu Estadio Alfonso Murube s kapacitou 6 500 diváků.

## Historické názvy
- 1996 – AD Ceutí Atlético (Asociación Deportiva Ceutí Atlético)
- 1997 – AD Ceuta (Asociación Deportiva Ceuta)

## Poslední soupiska
Aktuální v sezóně 2011/12
| Číslo |           | Pozice | Hráč               |
| ----- | --------- | ------ | ------------------ |
| 1     | Španělsko | B      | David Relaño       |
| 2     | Španělsko | O      | Amadeu Arnau       |
| 3     | Španělsko | O      | Cristian Valle     |
| 4     | Španělsko | O      | Alejandro Hornillo |
| 5     | Španělsko | Z      | Samuel Martínez    |
| 6     | Španělsko | Z      | Juan José Pereira  |
| 8     | Španělsko | Z      | Julio de Dios      |
| 9     | Nigérie   | Ú      | Elvis Onyema       |
| 10    | Španělsko | Ú      | Añete              |

| Číslo |           | Pozice | Hráč                        |
| ----- | --------- | ------ | --------------------------- |
| 11    | Španělsko | O      | Andrés José Sánchez         |
| 13    | Španělsko | B      | Julio Gómez González        |
| 16    | Španělsko | Z      | Gerard Zambudio             |
| 19    | Španělsko | O      | Germán                      |
| 20    | Španělsko | Z      | Aitor Martínez              |
| 21    | Španělsko | O      | Alejandro Fernández Jofresa |
| 22    | Španělsko | Z      | Juan José Alfaro            |
| 25    | Španělsko | B      | Pau Torres Riba             |

## Umístění v jednotlivých sezonách
Legenda: Z – zápasy, V – výhry, R – remízy, P – porážky, VG – vstřelené góly, OG – obdržené góly, +/- – rozdíl skóre, B – body, červené podbarvení – sestup, zelené podbarvení – postup, světle fialové podbarvení – přesun do jiné soutěže
| Sezóny  | Liga                        | Úroveň | Z  | V  | R  | P  | VG | OG | B   | +/- | Pozice |
| ------- | --------------------------- | ------ | -- | -- | -- | -- | -- | -- | --- | --- | ------ |
| 1996/97 | Tercera División – sk. X    | 4      | …  | …  | …  | …  | …  | …  | …   | …   | 1.     |
| 1997/98 | Tercera División – sk. X    | 4      | …  | …  | …  | …  | …  | …  | …   | …   | 1.     |
| 1998/99 | Segunda División B – sk. IV | 3      | 38 | 16 | 13 | 9  | 54 | 36 | +18 | 61  | 7.     |
| 1999/00 | Segunda División B – sk. IV | 3      | 38 | 20 | 13 | 5  | 54 | 27 | +27 | 73  | 2.     |
| 2000/01 | Segunda División B – sk. IV | 3      | 38 | 15 | 14 | 7  | 48 | 30 | +18 | 59  | 4.     |
| 2001/02 | Segunda División B – sk. IV | 3      | 38 | 23 | 8  | 7  | 47 | 22 | +25 | 77  | 2.     |
| 2002/03 | Segunda División B – sk. IV | 3      | 38 | 16 | 12 | 10 | 43 | 38 | +5  | 60  | 7.     |
| 2003/04 | Segunda División B – sk. IV | 3      | 38 | 15 | 14 | 9  | 40 | 31 | +9  | 59  | 6.     |
| 2004/05 | Segunda División B – sk. IV | 3      | 38 | 17 | 14 | 7  | 38 | 22 | +16 | 65  | 3.     |
| 2005/06 | Segunda División B – sk. IV | 3      | 38 | 10 | 22 | 6  | 43 | 31 | +12 | 52  | 10.    |
| 2006/07 | Segunda División B – sk. IV | 3      | 38 | 13 | 13 | 12 | 38 | 33 | +5  | 52  | 11.    |
| 2007/08 | Segunda División B – sk. IV | 3      | 38 | 18 | 12 | 8  | 48 | 30 | +18 | 66  | 3.     |
| 2008/09 | Segunda División B – sk. IV | 3      | 38 | 15 | 13 | 10 | 59 | 40 | +19 | 58  | 7.     |
| 2009/10 | Segunda División B – sk. IV | 3      | 38 | 17 | 10 | 11 | 56 | 44 | +12 | 61  | 5.     |
| 2010/11 | Segunda División B – sk. IV | 3      | 38 | 16 | 12 | 10 | 52 | 42 | +10 | 60  | 6.     |
| 2011/12 | Segunda División B – sk. IV | 3      | 38 | 13 | 10 | 15 | 47 | 49 | -2  | 49  | 14.    |